# Boyd Martin
Boyd Martin (Adamstown, Australia, 20 de agosto de 1979) es un jinete estadounidense que compite en la modalidad de concurso completo.
Ganó una medalla de plata en el Campeonato Mundial de Concurso Completo de 2022 y tres medallas de oro en los Juegos Panamericanos, en los años 2015 y 2019.
Participó en tres Juegos Olímpicos de Verano, entre los años 2012 y Tokio 2020, ocupando el séptimo lugar en Londres 2012 y el sexto en Tokio 2020, en la prueba individual por equipos.

## Palmarés internacional
| Campeonato Mundial   | Campeonato Mundial          | Campeonato Mundial | Campeonato Mundial |
| Año                  | Lugar                       | Medalla            | Categoría          |
| -------------------- | --------------------------- | ------------------ | ------------------ |
| 2022                 | Pratoni del Vivaro (Italia) | Medalla de plata   | Por equipos        |
| Juegos Panamericanos |                             |                    |                    |
| Año                  | Lugar                       | Medalla            | Categoría          |
| 2015                 | Toronto (Canadá)            | Medalla de oro     | Por equipos        |
| 2019                 | Lima (Perú)                 | Medalla de oro     | Individual         |
| 2019                 | Lima (Perú)                 | Medalla de oro     | Por equipos        |